# Grenada Lake
Der Grenada Lake ist ein Stausee am Yalobusha River im Norden des US-Bundesstaates Mississippi.
Er ist einer von vier Stauseen, die vom US Army Corps of Engineers errichtet wurden, um den Wasserstand im Becken des Yazoo River zu regulieren. Der Staudamm liegt ca. 5 km nordöstlich der Stadt Grenada, dem Hauptort des gleichnamigen County.
Im Jahre 1954 wurde mit den Bauarbeiten für den Staudamm begonnen. Er ist Teil des Mississippi River Basin Flood Control Project, das aus den Erfahrungen mit dem Hochwasser von 1927 entstanden ist.
Am Ufer des Grenada Lake befinden sich zwei State Parks, der Carver Point State Park und der Hugh White State Park.